# Кидонохори
Кидонохори или Мустали (на гръцки: Κυδωνοχώρι, катаревуса Κυδωνοχώριον, Кидонохорион, старо Μουσταλή, Мустали) е село в Република Гърция, област Централна Македония, дем Бер.

## География
Селото е разположено на 1 километра източно от демовия център Бер (Верия).

## История
Селото е старо, но е унищожено в Негушкото въстание от 1922 година.
След Първата световна война Мустали е възстановено като бежанско селище с 14 бежански семейства и 47 жители бежанци в 1928 година.
| Година    | 1913 | 1920 | 1928 | 1940 | 1951 | 1961 | 1971 | 1981 | 1991 | 2001 | 2011 | 2021 |
| --------- | ---- | ---- | ---- | ---- | ---- | ---- | ---- | ---- | ---- | ---- | ---- | ---- |
| Население |      | 26   | 58   | 83   | 54   | 37   | 3    | 2    | 10   | 16   | 3    | 11   |